# Alejandría (Antioquia)
Alejandría es un municipio de Colombia, localizado en la subregión Oriente del departamento de Antioquia en el conjunto de municipios de la zona de embalses. Su cabecera se encuentra ubicada a una distancia de 90 kilómetros de la ciudad de Medellín, capital del departamento de Antioquia. El municipio posee una extensión de 149 km² . Es también conocida con el apelativo de La Perla del Nare en homenaje al río que atraviesa su valle. 
Limita por el norte con el municipio de Santo Domingo, por el este con el municipio de San Roque, por el sur con los municipios de Guatapé y San Rafael, por el oeste con los municipios de El Peñol y Concepción. 

## Toponimia
En su principio, el primer caserío de lo que hoy en día es Alejandría, llevó el nombre de El Nudillal, posteriormente el nombre de Alejandría, surge cuando se convierte en corregimiento del municipio de Guatapé. 
El nombre de Alejandría, proviene en honor a San Pedro Alejandrino, Patrono del municipio, Por tal motivo también en alguna ocasión se llamó San Pedro. Pero al mismo tiempo el nombre proviene en honor al fundador del municipio don Alejandro Osorio (1843-1938).

## Historia
Las tierras de lo que hoy componen el municipio de Alejandría, estuvieron originalmente pobladas antes de la época colonial, por diversos grupos y etnias indígenas, principalmente de Tahamíes. El caserío Nudillales como se le conoció originalmente al centro poblado de lo que hoy es Alejandría fue fundada por don Alejandro Osorio, doña Procesa Delgado, don Salvador Córdoba y don Clímaco Jaramillo en 1886. En 1889 se le otorgó al poblado la categoría de corregimiento del municipio de Guatapé por medio de Acuerdo del 20 de febrero del mismo año.
Contrario a lo que sucedió con casi todos los municipios de Antioquia, que fueron creados por órdenes emanadas de entidades departamentales, esta población fue creada por decreto presidencial desde Bogotá. Dadas las condiciones políticas de la época. El entonces presidente de Colombia, General Rafael Reyes, había terminado con las asambleas departamentales y los habitantes de Alejandría enviaron entonces su solicitud para convertirse en municipio. 
El presidente Reyes accedió a las peticiones, y mediante decreto 304 de marzo de 1907, creó el municipio de Alejandría.

## Símbolos
Los símbolos representativos del municipio de Alejandría son:

### Bandera

Bandera de Alejandría.

La bandera del municipio de Alejandría está conformada por tres franjas horizontales, cuyos colores son:
- Franja Superior: Amarillo. Significa la riqueza representada en el oro que se encuentra en las aguas del Río Nare y los demás afluentes hídricos del municipio.
- Franja Intermedia: Blanco. Significa la paz y la fe de los habitantes del municipio.
- Franja Inferior: Azul. Significa la gran riqueza hídrica del municipio de Alejandría.

### Escudo

Escudo oficial del municipio de Alejandría Antioquia

El escudo del municipio de Alejandría representa la historia y las tradiciones del municipio.
Está dividido en cinco campos: El campo superior izquierdo, que contiene el sol, el cielo, las montañas y el río, y que simboliza el paisaje alejandrino, la agricultura y la pesca. El campo superior derecho, que contiene las siglas JHS (Jesús Hostia Santa) y una cruz, lo que simboliza la fe religiosa de los habitantes del municipio. El campo central, que contiene una paloma con una espiga, lo que simboliza la paz y la libertad en el municipio. El campo inferior izquierdo, contiene una pala, y una pica, que simbolizan el trabajo de los habitantes del municipio. El campo inferior derecho, contiene unas manos, que simbolizan, la unión, el esfuerzo, la amistad, y el compañerismo de los habitantes de Alejandría.
En la parte inferior del escudo se encuentra un letrero que muestra en nombre de  Municipio de Alejandría.

## Generalidades
- Fundación: 1886
- Erección en municipio: decreto 304 de 1907
- Fundadores: Alejandro Osorio, Procesa Delgado, Salvador Córdoba y Clímaco Jaramillo
- Apelativo: La Perla del Nare.
- Altitud:1650 m s.n.m.
- Extensión: 149 km
- Población: 4657 habitantes
- Temperatura: 20 °C.
- Gentilicio: Alejandrinos.
- Distancia a Medellín: 90 km

## División Político-Administrativa
Su Cabecera municipal se encuentra dividida en los barrios:

### Veredas
Alejandría está compuesto con las siguientes veredas:

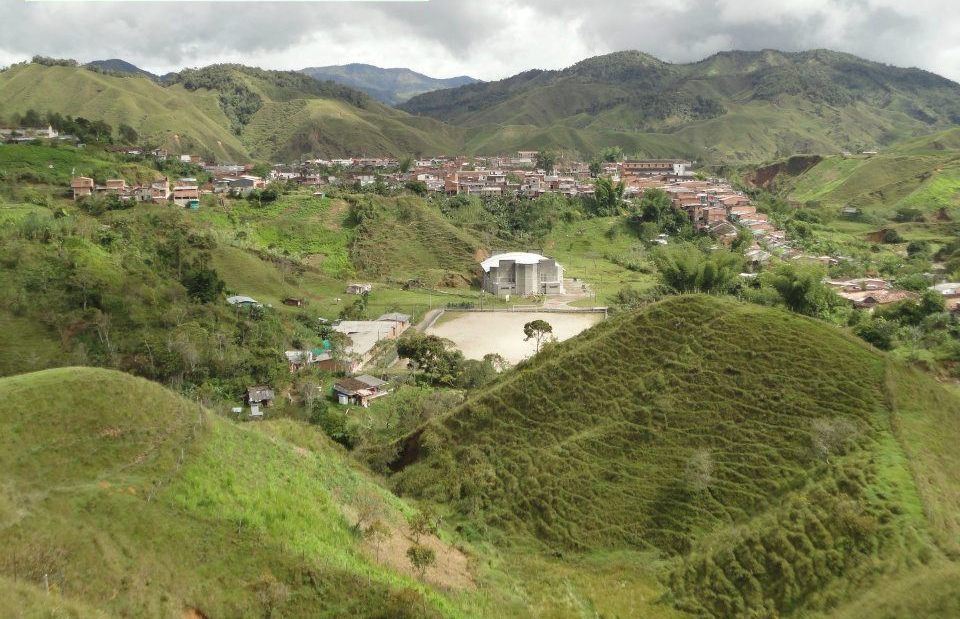
Alejandría.

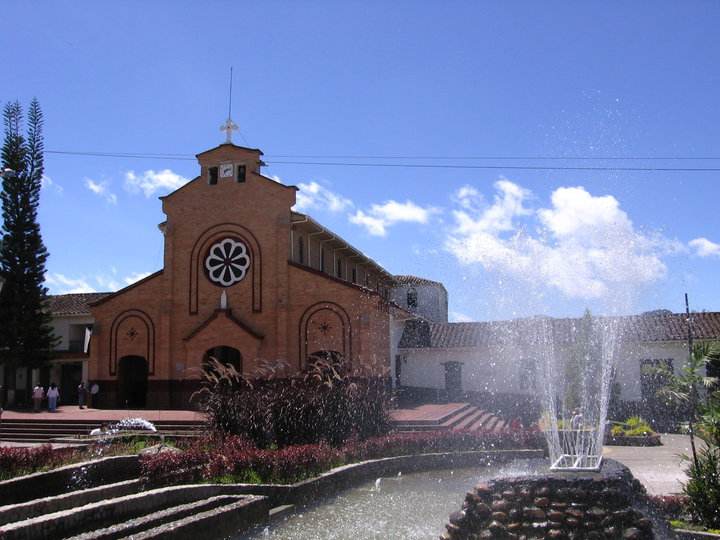
Templo parroquial San Pedro Alejandrino- Iglesia Principal del municipio de Alejandría.

## Demografía
Población Total: 4 657 hab. (2018)
- Población Urbana: 2 485
- Población Rural: 2 172

Alfabetismo: 88'4% (2005)
- Zona urbana: 91'9%
- Zona rural: 84'8%

### Etnografía
Según las cifras presentadas por el DANE del censo 2005, la composición etnográfica del municipio es: 
- Mestizos y Blancos (99,7%)
- Afrocolombianos (0,3%)

## Geografía

### Ubicación
| Noroeste: Concepción | Norte: Santo Domingo      | Noreste: San Roque  |
| Oeste: Concepción    |                           | Este: San Roque     |
| Suroeste El Peñol    | Sur: Guatapé y San Rafael | Sureste: San Rafael |

El municipio de Alejandría se encuentra localizado en la cordillera central de los Andes al oriente del departamento de Antioquia. Cuenta con un área total de 149 km², hace parte de la subregión de Embalses del Oriente antioqueño la cual está integrada por los municipios de Guatapé, El Peñol, San Rafael, San Carlos, San Vicente y Concepción. Se encuentra en el nororiente antioqueño, y su ubicación, hacen de este municipio un sitio privilegiado, pues se encuentra en la subregión verde de Antioquia, la subregión del oriente antioqueño. Además el municipio de Alejandría, limita con la subregión del Nordeste Antioqueño, con los municipios de Santo Domingo y San Roque, por lo cual Alejandría es un municipio de cruce entre el oriente y el nordeste antioqueño. 

### Hidrografía
Alejandría hace parte de la zona de Embalses, de la subregión del oriente antioqueño, por lo cual es un municipio rico en aguas, y esto hace que Alejandría, sea un atractivo turístico por su gran potencial hídrico. Entre sus potenciales hídricos se destacan:
- El Río Nare
- Quebrada Nudillales
- Río El Bizcocho vereda piedras
- Río San Pedro
- Quebrada El Popo
- Quebrada El caño
- Quebrada coco frío
- Quebrada san miguelito
- Quebrada la cañada
- Quebrada la pava
- Quebrada San Lorenzo
- Represa Santa Rita-Embalse Peñol-Guatape
- Embalse de San Lorenzo

### Clima
| Parámetros climáticos promedio de Alejandría | Parámetros climáticos promedio de Alejandría | Parámetros climáticos promedio de Alejandría | Parámetros climáticos promedio de Alejandría | Parámetros climáticos promedio de Alejandría | Parámetros climáticos promedio de Alejandría | Parámetros climáticos promedio de Alejandría | Parámetros climáticos promedio de Alejandría | Parámetros climáticos promedio de Alejandría | Parámetros climáticos promedio de Alejandría | Parámetros climáticos promedio de Alejandría | Parámetros climáticos promedio de Alejandría | Parámetros climáticos promedio de Alejandría | Parámetros climáticos promedio de Alejandría |
| Mes                                          | Ene.                                         | Feb.                                         | Mar.                                         | Abr.                                         | May.                                         | Jun.                                         | Jul.                                         | Ago.                                         | Sep.                                         | Oct.                                         | Nov.                                         | Dic.                                         | Anual                                        |
| -------------------------------------------- | -------------------------------------------- | -------------------------------------------- | -------------------------------------------- | -------------------------------------------- | -------------------------------------------- | -------------------------------------------- | -------------------------------------------- | -------------------------------------------- | -------------------------------------------- | -------------------------------------------- | -------------------------------------------- | -------------------------------------------- | -------------------------------------------- |
| Temp. máx. media (°C)                        | 25.1                                         | 25.6                                         | 25.8                                         | 25.3                                         | 25.3                                         | 25.3                                         | 25.7                                         | 25.6                                         | 25.3                                         | 24.6                                         | 24.5                                         | 24.5                                         | 25.2                                         |
| Temp. media (°C)                             | 20.2                                         | 20.5                                         | 20.7                                         | 20.7                                         | 20.6                                         | 20.4                                         | 20.4                                         | 20.3                                         | 20.2                                         | 19.9                                         | 20.0                                         | 19.8                                         | 20.3                                         |
| Temp. mín. media (°C)                        | 15.3                                         | 15.4                                         | 15.7                                         | 16.1                                         | 16.0                                         | 15.6                                         | 15.0                                         | 15.1                                         | 15.1                                         | 15.3                                         | 15.5                                         | 15.2                                         | 15.4                                         |
| Precipitación total (mm)                     | 107                                          | 103                                          | 164                                          | 306                                          | 377                                          | 269                                          | 254                                          | 308                                          | 345                                          | 392                                          | 274                                          | 149                                          | 3048                                         |
| Fuente: climate-data.org                     |                                              |                                              |                                              |                                              |                                              |                                              |                                              |                                              |                                              |                                              |                                              |                                              |                                              |

## Vías de comunicación
Se cuenta con múltiples vías de acceso desde Medellín hasta el municipio de Alejandría:
- Vía Medellín - Guarne - San Vicente - Concepción - Alejandría: Vía Completamente Pavimentada con una parcial interrupción en la vereda Palmichal
- Vía Medellín - Barbosa - Concepción - Alejandría: Con tramos de vía destapada de aproximadamente 7 km desde Barbosa
- Vía Medellín - Barbosa - Molino Viejo - Santo Domingo - Alejandría: Con tramo de vía destapada de aproximadamente 16 km desde Santo Domingo.
- Vía Medellín - Guarne - Marinilla - Peñol - Guatapé - Alejandría: Con tramo de vía destapada de aproximadamente 15 km desde Guatapé.
- Vía Medellín - Guarne - Marinilla - Peñol - Guatapé -San Rafael Alejandría: Con tramo de vía destapada de aproximadamente 25 km desde San Rafael.

## Economía

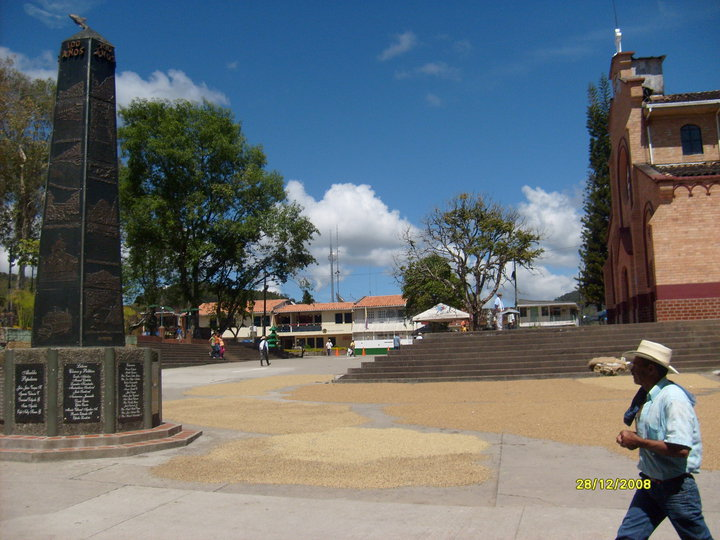
Templo parroquial, Obelisco 100 años de municipalidad y secado tradicional del café en el parque principal.

La economía de Alejandría se basa principalmente en el Turismo, ya que el municipio cuenta con diferentes atractivos naturales, también destacan otras actividades económicas como lo son la extracción de oro, la ganadería, la explotación forestal y los cultivos de caña de azúcar y plátano.
Las actividades que ocupan la mayor parte de la población son: la agricultura (producción de panela, café, fique, frijol y maíz) el comercio, la minería, la ganadería que es practicada por parte de la población. La piscicultura se revela como una nueva fuente de empleo. De igual manera se destaca que gracias a las diferentes fuentes hídricas del municipio, Alejandría también produce energía eléctrica.
Fuentes de ingresos de la población alejandrina:
- Agricultura: Café, Caña, fique, fríjol, Maíz, Tomate
- Ganadería: de levante y de leche
- Minería: oro, plata
- Turismo: pesca, senderismo, cabalgatas, paseos de río
- Producción de electricidad.

## Fiestas y eventos

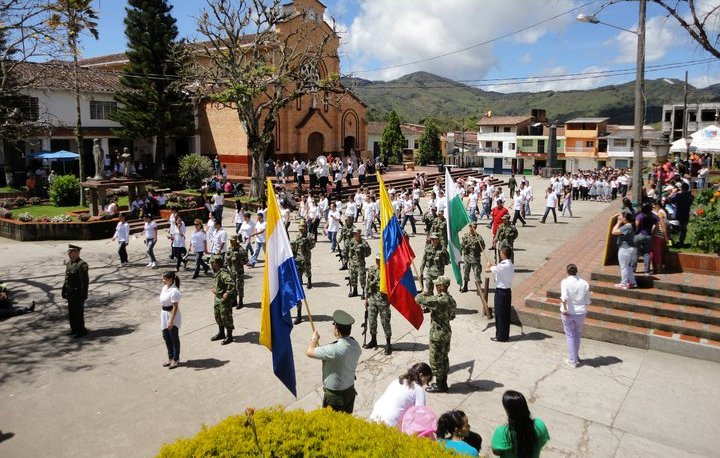
Celebración 20 de julio, Día de la independencia de Colombia.

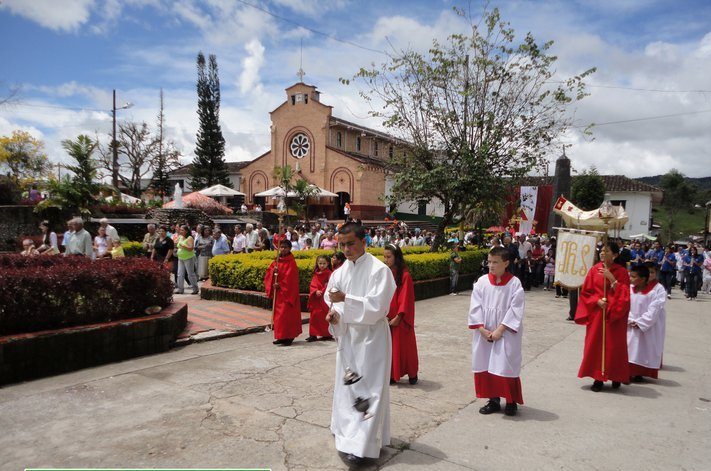
Procesión religiosa de la Semana Santa en Alejandría.

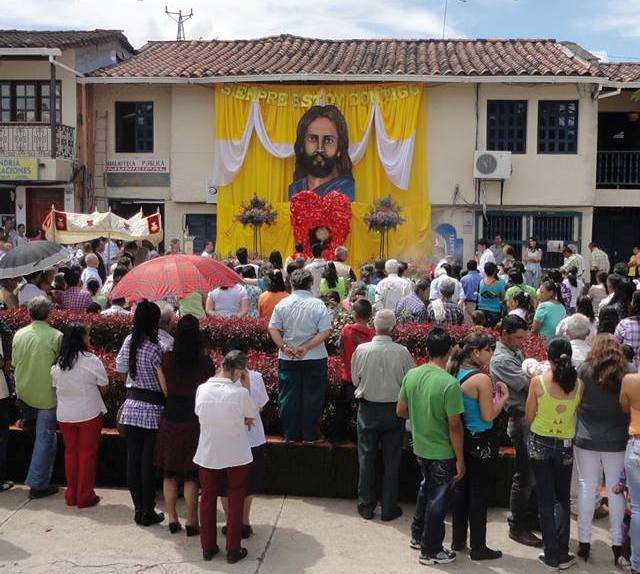
Fiesta del Corpus Christi y altar de San Isidro en Alejandría.

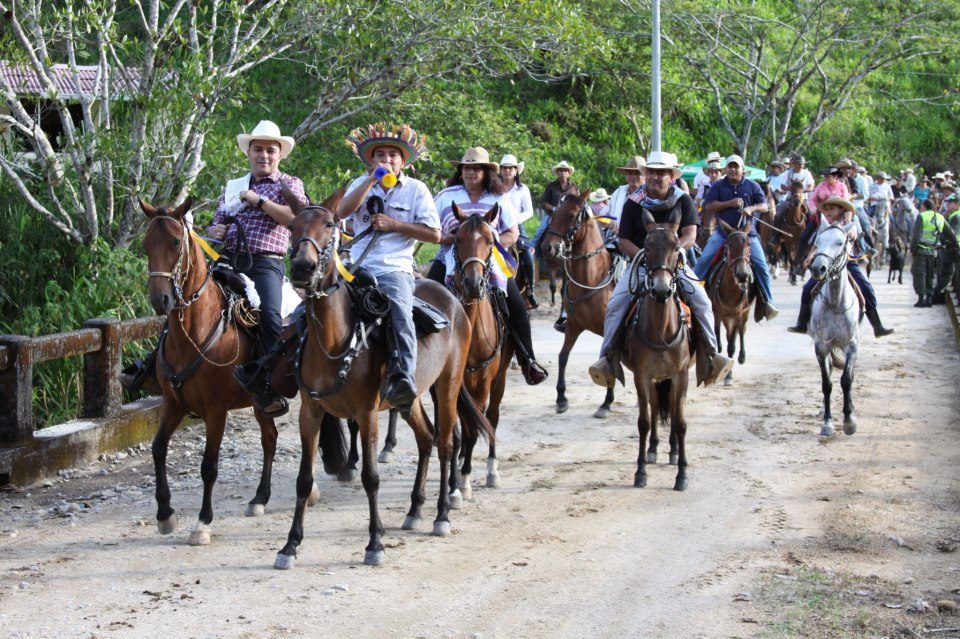
Cabalgata del Retorno en Alejandría.

- Fiestas de la Simpatía. Primera semana de enero. Son las fiestas tradicionales del municipio, y en ellas se expone la alegría de los Alejandrinos.
- Celebración 8 de marzo, Cumpleaños de Alejandría y día Internacional de la Mujer.
- Semana Santa. Se vive la fiesta religiosa del catolicismo, y en el municipio se llevan a cabo representaciones teatrales, y procesiones.
- 1 de mayo. Día del Trabajo y El Deporte Alejandrino. Es un evento tradicional donde se celebran actividades deportivas y competitivas.
- Corpus Cristi. Con altares religiosos por las calles del municipio se celebra esta fiesta religiosa.
- Fiestas de la Virgen del Carmen, 16 de julio. Se celebra esta fiesta religiosa con desfiles y cabalgatas.
- Fiesta de la Antioqueñidad, sobre el 11 de agosto. Se hacen representaciones artísticas sobre la cultura paisa.
- Cabalgata del Retorno
- Festival de verano Balneario Nudillales
- Fiestas del Campesino
- Fiesta del niño
- Semana de la Juventud
- Olimpiadas Campesinas
- Campeonato municipal de microfútbol
- Fiestas Patronales de San Pedro Alejandrino, 22 de noviembre. Se realizan desfiles y otras actividades religiosas.
- Fiestas Decembrinas. Se realizan las novenas navideñas, conciertos musicales,y otras actividades.

## Sitios de interés
Patrimonio natural

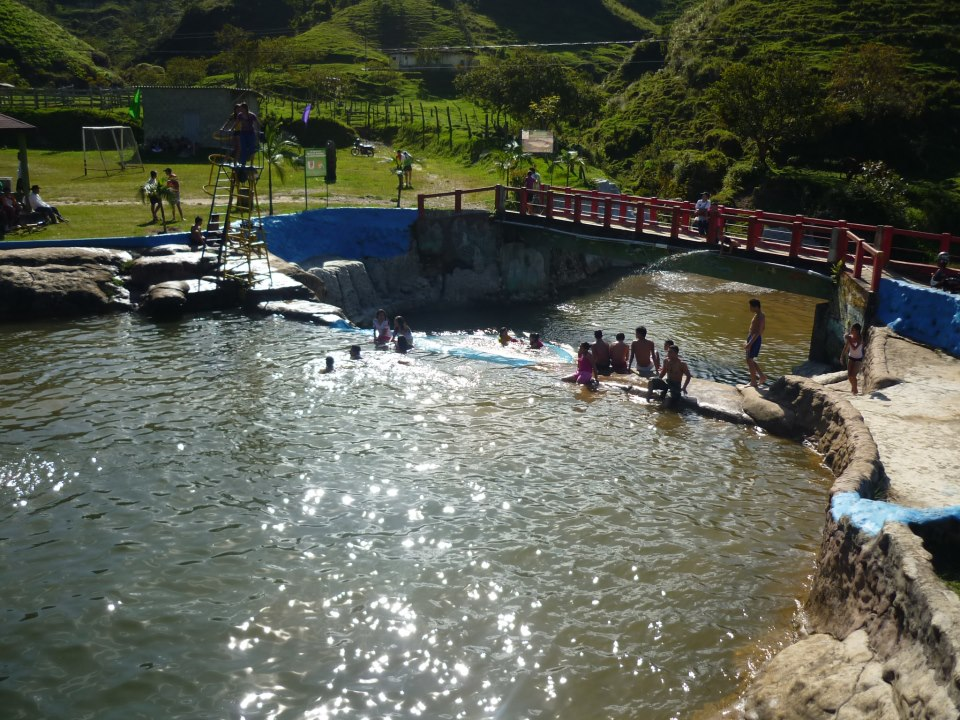
Balneario Nudillales.

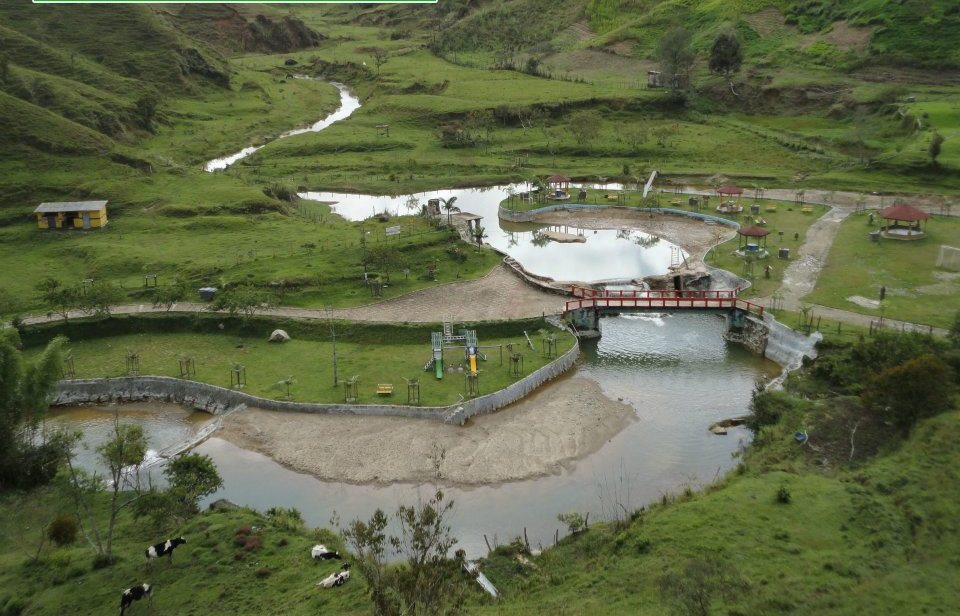
Balneario Nudillales en Alejandría.

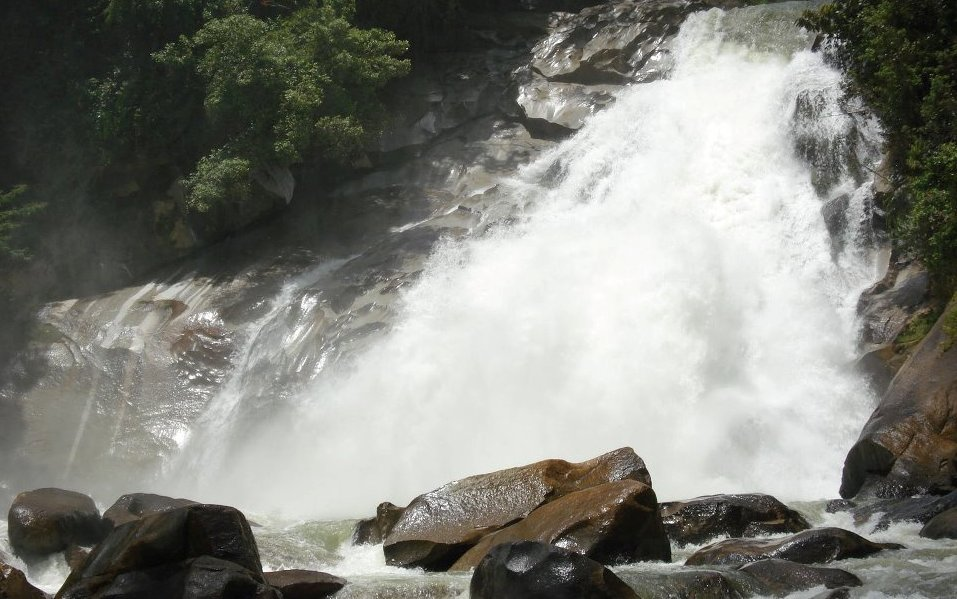
Salto Velo de Novia.

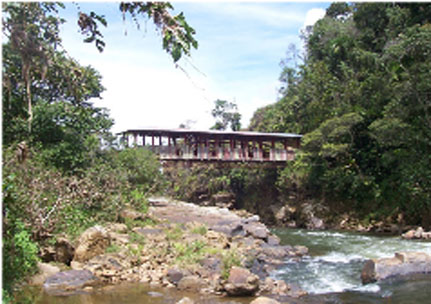
Puente del purgatorio.

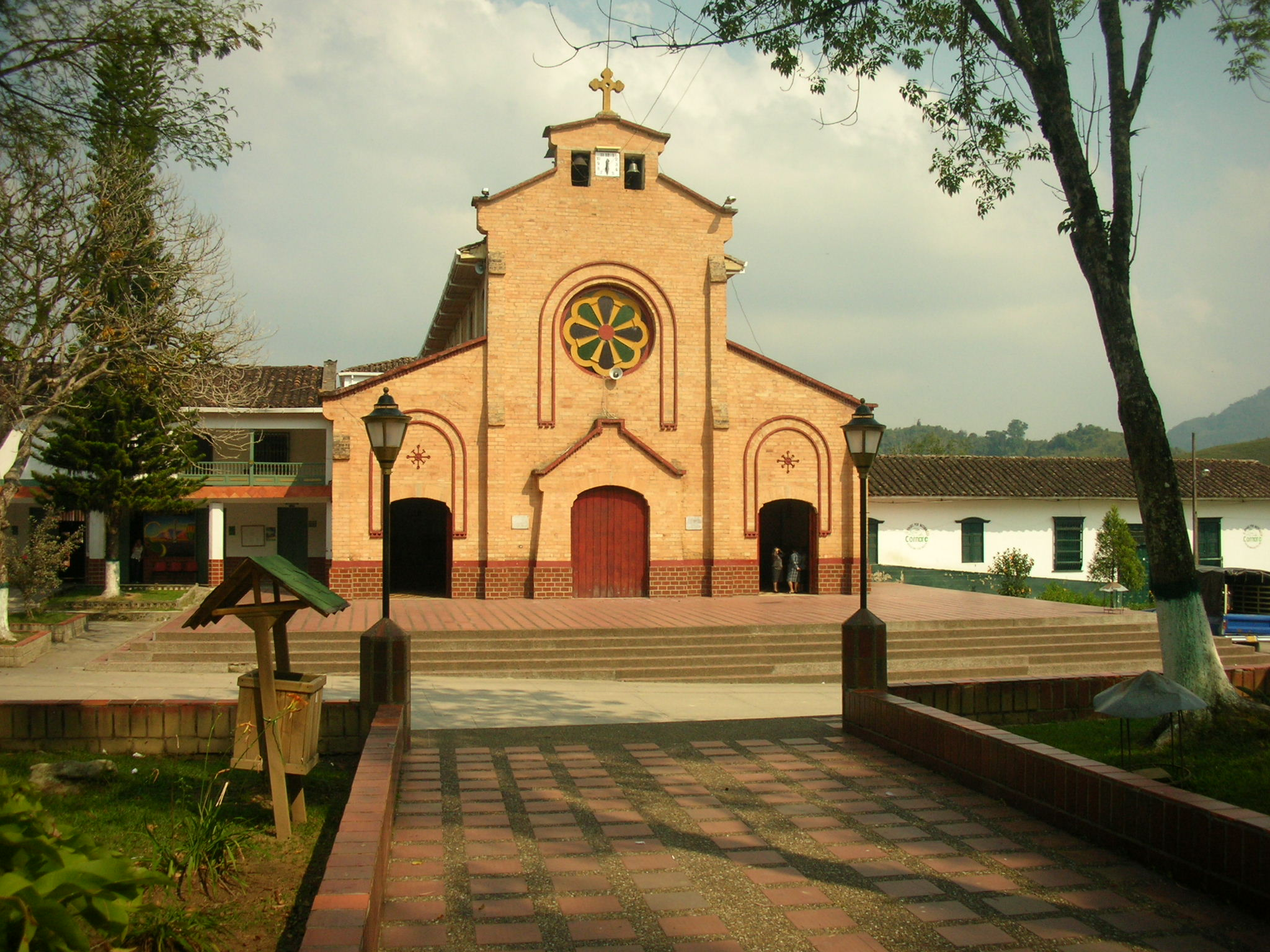
Parque e Iglesia Principal de Alejandría.

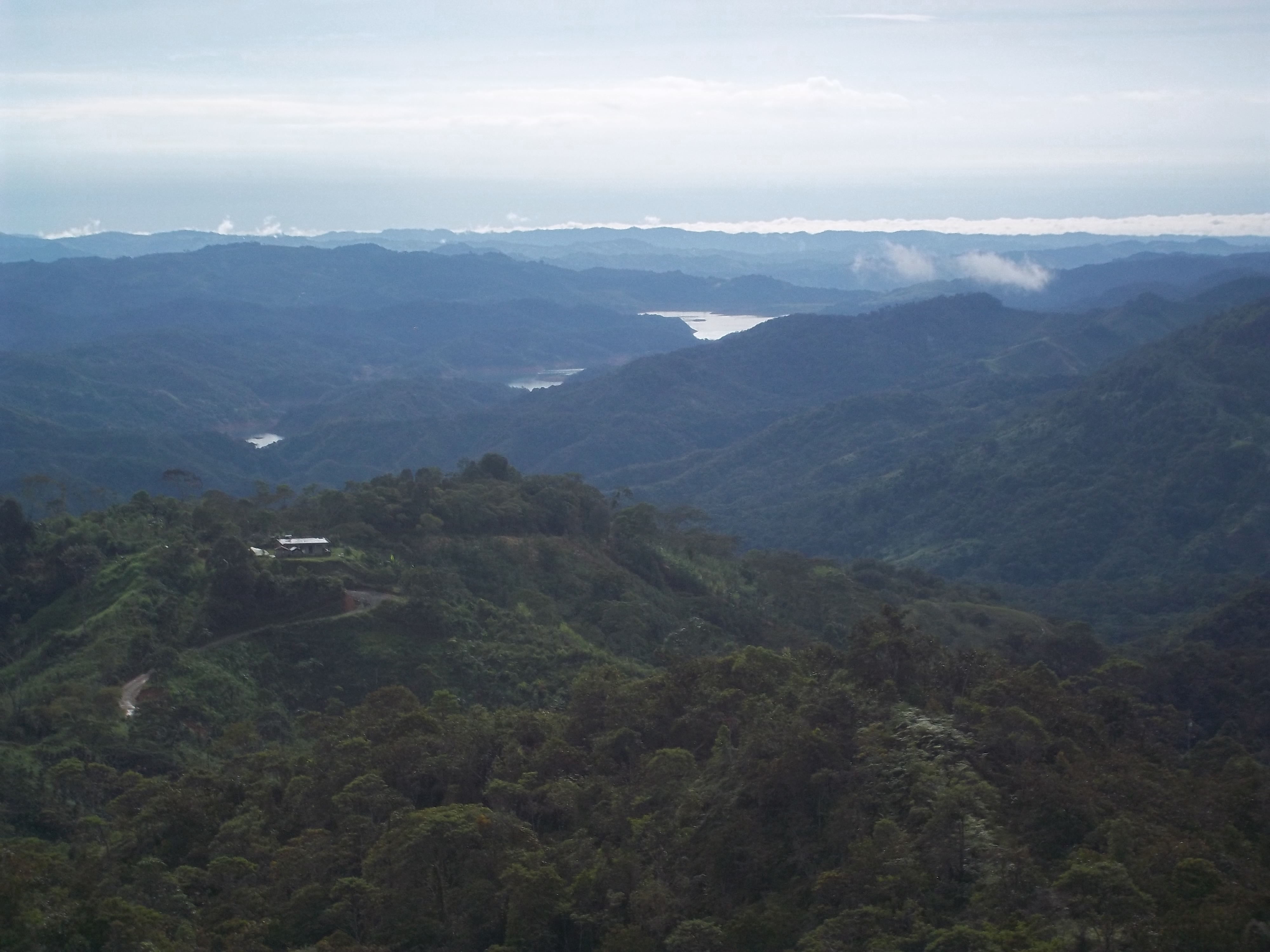
Alto de cruces, vista panorámica del Embalse de San Lorenzo

- Embalses de San Lorenzo y El Peñol-Guatapé
- Río Nare, con múltiples atractivos como: Piscinas naturales, vegas, y pesca de sabaleta
- Salto Velo de novia y termales, ubicados a 5 km de la cabecera en la vereda Remolino
- Salto de Sabina, ubicado a 3 kilómetros de la cabecera en la vereda Remolino, imponente cascada de 60 m de altura
- Quebrada Nudillales, con sitios aptos para el disfrute de la pesca y el baño
- Balneario Nudillales, ubicado en el barrio el Centenario, posee piscinas naturales, y zonas aptas para paseos de olla y camping.
- Termales, ubicados en la vía que conduce de Alejandría hacia el municipio vecino de Santo Domingo. Geográficamente estos Termales se encuentran en el municipio de Santo Domingo, a una distancia de 12,5 km de su zona urbana, sin embargo, se encuentran más cerca de la zona urbana del municipio de Alejandría, a una distancia de 6 km.
- Alto del Tambo, ubicado en la Vereda El Carbón, es una hermosa reserva natural, y desde allí se puede observar parte del Magdalena Medio antioqueño
- Alto de Cruces, ubicado en la vereda cruces, ofrece una hermosa vista panorámica de veredas vecinas, parte del municipio de San Rafael, y además una vista privilegiada del embalse de San Lorenzo. Allí también se encuentra la capilla veredal de la vereda Cruces.
- Alto Mirador de Remolino, ubicado a 2 km de la zona urbana, desde allí se puede observar una majestuosa vista panorámica de la zona urbana y alrededores.
- Alto del Tronco, ubicado en la vía que conduce de Alejandría a Guatapé, este alto es el límite natural de ambos municipios, y desde allí se puede tener una majestuosa y privilegiada vista de parte rural de los municipios de Alejandría, Guatapé, San Rafael, El Peñol y San Vicente. Desde este alto se logra ver panorámicamente, como grandes atractivos, el embalse de San Lorenzo, el embalse peñol-guatapé, El peñón de Guatapé (La piedra del peñol), la piedra de San Vicente Ferrer, la zonas urbanas de los municipios de El Peñol y San Rafael.
- Reserva natural San Lorenzo
- Cavernas del Río San Lorenzo, perfectas para la exploración de aventura, y pesca deportiva.
- Sendero Cafetero Vereda San Lorenzo
- Río Bizcocho en la vereda Piedras
- Charcos Vereda La Pava, hermosos charcos naturales con cascadas de agua, y agua cristalina en medio de las montañas.
- Sendero Ecológico Vereda Remolino, sendero de montaña que contempla el alto de remolino, hasta el puente del purgatorio.
- Sendero Ecológico Vereda San Pedro.
- Sendero Mulatal, es un camino perfecto para el ciclomontañismo.
- Lago de Perucho, ubicado en la vega del río nare, en la zona urbana. Lugar perfecto para la pesca deportiva
- Charco Brujo, Balneario de agua cristalinas en la vereda San Pedro.
- Charcos Vereda Fátima (Concepción), a esta vereda del municipio vecino de concepción, se accede por la vía que conduce de Alejandría hacia el municipio de Santo Domingo. Se encuentra a 8 km de la zona urbana de Alejandría. Y como grandes atractivos en esta vereda se encuentran zonas de acampada, zonas deportivas y recreativas, zonas de pesca, y charcos naturales.

Patrimonio histórico-artístico
- Puente Nudillales ubicado a 0,5 km de la cabecera. Ubicado en el Balneario Nudillales.
- Puente del Purgatorio, ubicado a 12 kilómetros de la cabecera en la vereda Remolino. El atractivo de este sitio es el puente por su antigüedad y paso obligado antiguo de comunicación con el nordeste y transporte de oro
- Iglesia de San Pedro Alejandrino. En 1884 se creó la primera capilla
- Antigua casa de Alejandro Osorio, fundador del municipio.
- Casa Cural
- Capilla Vereda Cruces
- Puente de Sirpes, este puente se encuentra sobre el río nare, en el límite natural entre Alejandría y Concepción, desde allí se realizan botepaseos, y concursos de clavados.
- Biblioteca Municipal Alejandro Osorio, donde se encuentra un registro fotográfico de la historia del municipio.
- Museo Escuela de música.
- Parque principal
- Obelisco Centenario, Se encuentra en el parque principal, y en él se plasma la historia alejandrina, en sus primeros 100 años como municipio.

## Medios de comunicación
- Emisora Nare Stereo
- Antena Parabólica
- Periódico El Nudillal
- Periódico Alejandrino

## Centros educativos de Alejandría
- Institución Educativa Procesa Delgado sección secundaria
- Institución Educativa Procesa Delgado sección primaria
- COREDI
- Centro Educativo Rural Vereda Remolino
- Centro Educativo Rural Vereda El Popo
- Centro Educativo Rural Vereda San Miguel
- Centro Educativo Rural Vereda El Respaldo
- Centro Educativo Rural Vereda Tocaima
- Centro Educativo Rural Flor Marina Vargas
- Centro Educativo Rural Vereda Cruces
- Centro Educativo Rural Vereda San Lorenzo
- Centro Educativo Rural Vereda San José
- Centro Educativo Rural Vereda La Inmaculada
- Centro Educativo Rural Vereda Piedras
- Centro Educativo Rural Vereda El cerro
- Centro Educativo Rural Vereda San Antonio